# 小行星5588
小行星5588（英語：5588 Jennabelle）是一颗围绕太阳公转的小行星。1990年9月23日，布莱恩·P·罗马在帕洛马山发现了此天体。
这颗小行星的绝对星等为252.8422704713115等。